# Lipnica (Chorwacja)
Lipnica – wieś w Chorwacji, w żupanii zagrzebskiej, w gminie Rakovec. W 2011 roku liczyła 61 mieszkańców.